# 르웨스트
르웨스트(LeWest)는 대한민국 서울특별시 강서구 마곡동에 있는 마곡마이스PFV가 시행하고 롯데건설이 건축한 건물 단지이다. 코엑스 마곡 르웨스트 외에 마곡 롯데캐슬 르웨스트, 르웨스트시티타워, VL르웨스트 등이 있다.

## 같이 보기
- 한국무역협회
- 롯데건설
- 코엑스
- 마곡도시개발사업